# 安道爾—美國關係
安道尔－美国关系是安道尔与美国的双边关系。

## 历史

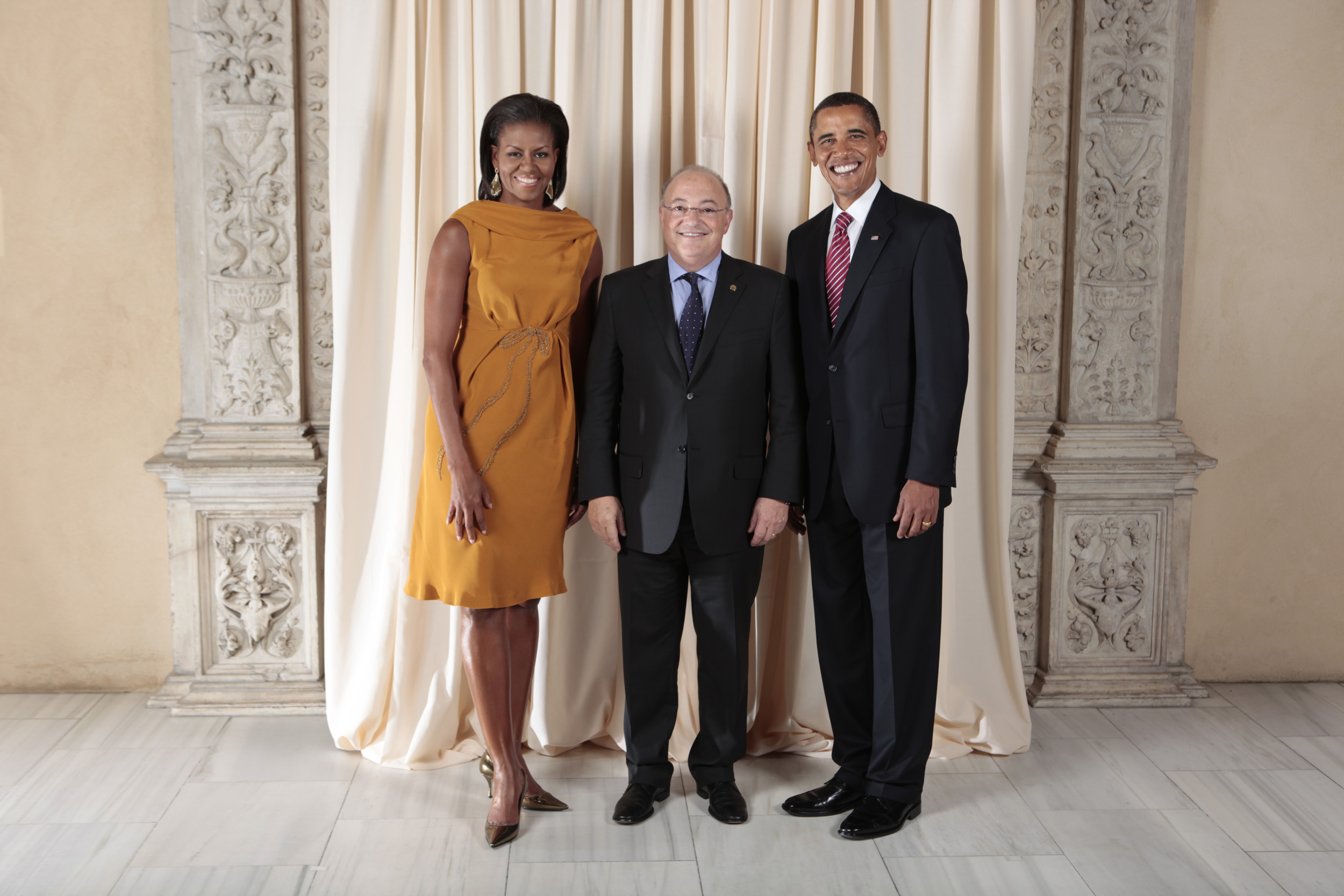
安道尔外交部长Xavier Espot Miro与美国总统奥巴马;2009.

安道尔与美国有着友好关系。1995年2月21日，安道尔通过了一部宪法，确立了作为主权议会民主国家的地位，两国之间建立了外交关系。自2000年以来，安道尔参加了美国富布赖特交流项目，并与美国共同分享没收的收益和犯罪手段。
两国之间没有重大的贸易或投资。安道尔参加了美国免签证计划。美国驻西班牙大使被派驻安道尔，而美国驻巴塞罗那总领事负责与安道尔的日常关系。安道尔是由其常驻纽约的联合国代表团派驻美国的。